# Kabinet-Sukselainen I
Het kabinet–Sukselainen I was de regering van de Republiek Finland van 27 mei 1957 tot 30 november 1957.

## Kabinet–Sukselainen I (1957)
| Ambtsbekleder                 | Ambtsbekleder         | Ambtsbekleder                     | Functie(s)                         | Ambtstermijn     | Ambtstermijn     | Partij(en)                                                 |
| ----------------------------- | --------------------- | --------------------------------- | ---------------------------------- | ---------------- | ---------------- | ---------------------------------------------------------- |
|                               | Jussi Sukselainen     | Jussi Sukselainen (1906–1995)     | Premier                            | 27 mei 1957      | 30 november 1957 | Centrumpartij                                              |
|                               | Nils Meinander        | Nils Meinander (1910–1985)        | Vicepremier                        | 27 mei 1957      | 1 juli 1957      | Zweedse Volkspartij in Finland                             |
|                               | Esa Kaitila           | Esa Kaitila (1909–1975)           | Vicepremier                        | 1 juli 1957      | 1 september 1957 | Finse Volkspartij                                          |
|                               | Aarre Simonen         | Aarre Simonen (1913–1977)         | Vicepremier                        | 1 september 1957 | 31 oktober 1957  | Sociaal- Democratische Unie van Arbeiders en Kleine Boeren |
|                               | Johannes Virolainen   | Johannes Virolainen (1914–2000)   | Vicepremier                        | 31 oktober 1957  | 30 november 1957 | Centrumpartij                                              |
|                               | Harras Kyttä          | Harras Kyttä (1912–1985)          | Minister van Binnenlandse Zaken    | 27 mei 1957      | 1 september 1957 | Finse Volkspartij                                          |
|                               | Teuvo Aura            | Teuvo Aura (1912–1999)            | Minister van Binnenlandse Zaken    | 1 september 1957 | 30 november 1957 | Finse Volkspartij                                          |
|                               | Johannes Virolainen   | Johannes Virolainen (1914–2000)   | Minister van Buitenlandse Zaken    | 27 mei 1957      | 30 november 1957 | Centrumpartij                                              |
|                               | Nils Meinander        | Nils Meinander (1910–1985)        | Minister van Financiën             | 27 mei 1957      | 1 juli 1957      | Zweedse Volkspartij in Finland                             |
|                               | Martti Miettunen      | Martti Miettunen (1907–2002)      | Minister van Financiën             | 1 juli 1957      | 30 november 1957 | Centrumpartij                                              |
|                               |                       | Arvo Helminen (1903–1988)         | Minister van Justitie              | 27 mei 1957      | 1 september 1957 | Onafhankelijk                                              |
|                               | Johan Otto Söderhjelm | Johan Otto Söderhjelm (1898–1985) | Minister van Justitie              | 1 september 1957 | 30 november 1957 | Zweedse Volkspartij in Finland                             |
|                               | Esa Kaitila           | Esa Kaitila (1909–1975)           | Minister van Economische Zaken     | 27 mei 1957      | 30 november 1957 | Finse Volkspartij                                          |
|                               | Atte Pakkanen         | Atte Pakkanen (1912–1994)         | Minister van Defensie              | 27 mei 1957      | 1 september 1957 | Centrumpartij                                              |
|                               |                       | Pekka Malinen (1921–2004)         | Minister van Defensie              | 1 september 1957 | 30 november 1957 | Finse Volkspartij                                          |
|                               | Irma Karvikko         | Irma Karvikko (1909–1994)         | Minister van Sociale Zaken         | 27 mei 1957      | 1 september 1957 | Finse Volkspartij                                          |
|                               | Aino Malkamäki        | Aino Malkamäki (1894–1961)        | Minister van Sociale Zaken         | 1 september 1957 | 30 november 1957 | Sociaal- Democratische Unie van Arbeiders en Kleine Boeren |
|                               | Kerttu Saalasti       | Kerttu Saalasti (1907–1995)       | Minister van Onderwijs             | 27 mei 1957      | 30 november 1957 | Centrumpartij                                              |
|                               |                       | Kusti Eskola (1911–2003)          | Minister van Transport             | 27 mei 1957      | 1 juli 1957      | Centrumpartij                                              |
|                               | Wiljam Sarjala        | Wiljam Sarjala (1901–1977)        | Minister van Transport             | 1 juli 1957      | 30 november 1957 | Centrumpartij                                              |
|                               | Martti Miettunen      | Martti Miettunen (1907–2002)      | Minister van Landbouw              | 27 mei 1957      | 1 juli 1957      | Centrumpartij                                              |
|                               |                       | Kusti Eskola (1911–2003)          | Minister van Landbouw              | 1 juli 1957      | 30 november 1957 | Centrumpartij                                              |
| Ministers zonder portefeuille |                       |                                   |                                    |                  |                  |                                                            |
| Ambtsbekleder                 | Ambtsbekleder         | Ambtsbekleder                     | Functie(s)                         | Ambtstermijn     | Ambtstermijn     | Partij(en)                                                 |
|                               | Aarre Simonen         | Aarre Simonen (1913–1977)         | Minister zonder portefeuille       | 27 mei 1957      | 30 november 1957 | Sociaal- Democratische Unie van Arbeiders en Kleine Boeren |
|                               |                       | Olli Uoti (1930–1967)             | Minister voor Maatschappelijk Werk | 1 september 1957 | 30 november 1957 | Sociaal- Democratische Unie van Arbeiders en Kleine Boeren |
|                               |                       | Torsten Nordström (1897–1989)     | Minister voor Openbare Werken      | 27 mei 1957      | 1 juli 1957      | Zweedse Volkspartij in Finland                             |
|                               |                       | Kustaa Tiitu (1896–1990)          | Minister voor Openbare Werken      | 1 juli 1957      | 1 september 1957 | Centrumpartij                                              |
|                               | Valdemar Liljeström   | Valdemar Liljeström (1902–1960)   | Minister voor Openbare Werken      | 1 september 1957 | 30 november 1957 | Sociaal- Democratische Unie van Arbeiders en Kleine Boeren |
|                               |                       | Bertel Lindh (1908–1996)          | Minister voor Agrarische Zaken     | 27 mei 1957      | 1 juli 1957      | Zweedse Volkspartij in Finland                             |
|                               |                       | Matti Lepistö (1901–1991)         | Minister voor Agrarische Zaken     | 1 juli 1957      | 30 november 1957 | Sociaal- Democratische Unie van Arbeiders en Kleine Boeren |